# 00 Schneider – Im Wendekreis der Eidechse
00 Schneider – Im Wendekreis der Eidechse ist ein absurd-komischer Kriminalfilm des deutschen Komikers Helge Schneider aus dem Jahr 2013, der die Hauptrolle des Kriminalkommissars 00 Schneider spielt sowie das Drehbuch schrieb und Regie führte. Die Uraufführung war am 1. Juli 2013 beim Filmfest München. Der Film kam am 10. Oktober 2013 in die deutschen Kinos. 00 Schneider – Im Wendekreis der Eidechse ist der zweite Spielfilm mit der Figur 00 Schneider in der Hauptrolle. Der erste 00-Schneider-Film mit dem Titel 00 Schneider – Jagd auf Nihil Baxter erschien 1994. Außerdem war die Figur in einer Nebenrolle bereits in Helge Schneiders Film Texas – Doc Snyder hält die Welt in Atem zu sehen.

## Handlungen
Der gealterte Kommissar 00 Schneider, mit dem Vornamen Roy, der Leiter einer international besetzten Abteilung der örtlichen Polizei ist, wollte sich eigentlich zur Ruhe setzen und seine Memoiren schreiben. Allerdings treibt in seiner Nachbarschaft ein Sittenstrolch sein Unwesen, ein Tabakladen wird überfallen und dabei eine Schachtel Zigaretten erbeutet. Außerdem wird ein Huhn eines Bauern entführt. Bei den Ermittlungen im Laden bereichern sich die Polizisten an Speiseeis und Zigaretten. 00 Schneider löst beide Fälle. Als Prostituierte verkleidet fängt er als Lockvogel zunächst den Sittenstrolch. Die Eigentumsdelikte gehen jeweils auf das Konto des Kettenrauchers Jean-Claude Pillemann, wegen seiner geschmeidigen Bewegungen und fauchend-zischenden Laute „die Eidechse“ genannt. Pillemann ist sehr intelligent und gilt auch wegen seines ätzenden Speichels, den er als Waffe bei seinen Straftaten einsetzt, als besonders gefährlich. Der Kommissar hält es gar für möglich, dass es sich um einen Echsenmenschen handelt. Pillemann hat bereits ein Grundstück ausfindig gemacht, auf dem er mit dem entführten Huhn eine Eierfarm gründen will. Er wird jedoch ebenfalls von 00 Schneider gefasst und kommt ins Gefängnis, wo sich bereits der Sittenstrolch befindet. Dort werden beide ordentlich verprügelt und angekettet.
Schneider läuft bei einem Autounfall sein geliebter Hund weg, bei einem Erdbeben taucht er aber aus dem Nichts plötzlich wieder vor Schneider auf. Ein Staubsaugervertreter sucht Schneider auf und bekommt von diesem brutal die Tür ins Gesicht geknallt, was ihn mehrere Zähne kostet. Um Rache zu nehmen, zielt er auf Schneider, um ihn zu erschießen, führt die Tat aber nicht aus. Sein etwa zehnjähriger Sohn, den er nun nicht mehr ernähren kann, entschließt sich, eine Bank zu überfallen, weil er als Kind nicht dafür bestraft werden kann. Der Überfall gelingt, das Kind entkommt mit einem großen Geldsack. Zwischenzeitlich bekommt Schneider starke Zahnschmerzen, er sucht einen Zahnarzt auf, der immer abwechselnd mit seiner Assistentin kopuliert und Patienten quält. Von den Schmerzensschreien abgeschreckt verlässt Schneider die Praxis wieder.
Zwischenzeitlich war Schneiders ihm unbekannte Tante aus Amerika zu Besuch zu ihm gekommen. Sie lässt sich in Schneiders Wohnung nieder und animiert ihn zum Kauf einer Waschmaschine. Beim Transport der Waschmaschine aus dem Laden geraten die beiden in ein verschneites Gebirge und dort in Bergnot, sie werden aber von einem Bernhardiner-Hund gerettet. In Wirklichkeit ist Schneiders Tante aber gar nicht seine Tante, sondern ein Trickbetrüger. Dieser ergaunert sich Schneiders mit sechs Richtigen plus Zusatzzahl ausgefüllten Lottoschein und den damit verbundenen Millionengewinn (der im Kiosk in bar ausbezahlt wird), flüchtet in einem kleinen Flugzeug, stürzt über dem Meer ab, rettet sich an Land und läuft dabei in der Schlusssequenz an Schneider vorbei, der sich nach seinen gelösten Fällen entspannt und ihm nicht folgt.

## Hintergrund
Der Film wurde mit 550.000 Euro von der Film- und Medienstiftung NRW gefördert. Der Drehbeginn war am 15. Oktober 2012, gedreht wurde unter anderem in Schneiders Heimatstadt Mülheim an der Ruhr und im spanischen Almería.
Am Startwochenende hatte der Film 33.202 Zuschauer und stieg damit auf Platz 11 in die deutschen Kinocharts ein.
Im Film sind diverse Reminiszenzen an Schneiders frühere Filme sowie CDs und frühe Hörspiele enthalten.
Laut Schneider ist Roy Scheider, der Darsteller des Polizisten im Filmklassiker Der weiße Hai, über „500.000 Ecken“ mit dem Kommissar 00 Schneider verwandt.